# HD 179079
HD 179079 — звезда в созвездии Орла на расстоянии около 210 световых лет от нас. Вокруг звезды обращается, как минимум, одна планета.

## Характеристики
Звезда относится к классу жёлтых субгигантов, то есть по размерам она превышает Солнце приблизительно в 1,15 раз, в два с половиной раза ярче нашего дневного светила, но имеет низкую температуру поверхности — 5684 кельвинов. Масса HD 179079 приблизительно равна 1,60 солнечной. Судя по низкой хромосферной активности, это довольно старая звезда, её возраст оценивается в 6,1—7,5 миллиардов лет.

## Планетная система
В августе 2009 года группой астрономов из обсерватории Кек было объявлено об открытии планеты-гиганта HD 179079 b, обращающейся вокруг данной звезды. Она имеет массу, равную приблизительно 1,5 массы Нептуна, и обращается почти по круговой орбите очень близко к родительской звезде — на расстоянии всего лишь 0,11 а. е. Полный оборот она совершает приблизительно за 14 дней.